# Effoa

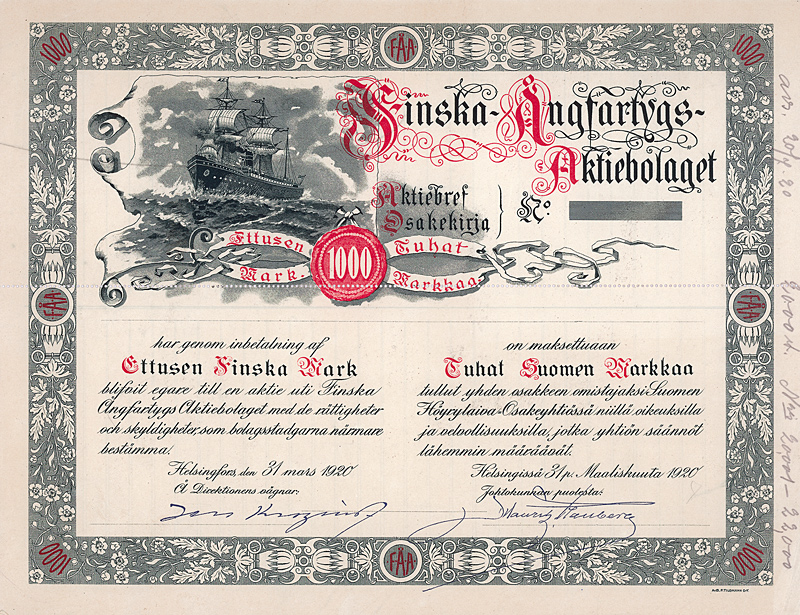
Aktienblankette über 1000 Fmk der Finska Ångfartygs Aktiebolaget vom 31. März 1920

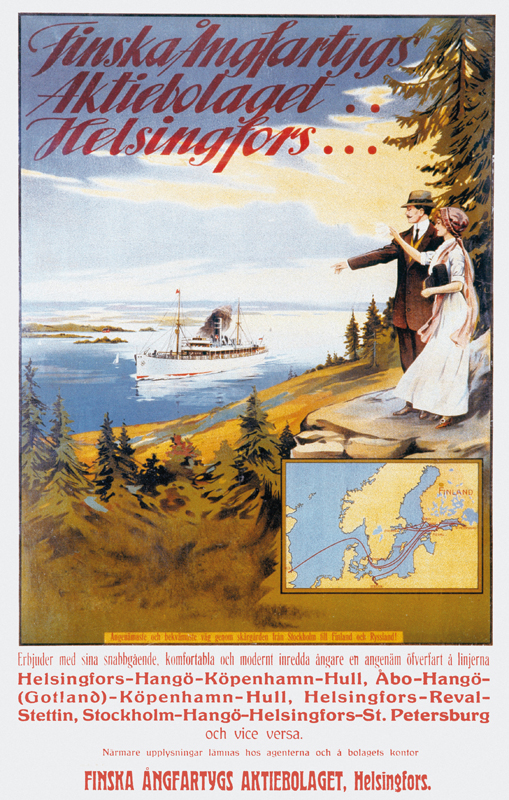
Werbeplakat der Finska Ångfartygs Aktiebolaget

Effoa war eine finnische Reederei. Sie wurde im Jahre 1883 von Kapitän Lars Krogius (senior) unter dem Namen Finska Ångfartygs Aktiebolaget (schwedisch, abgekürzt FÅA) beziehungsweise Suomen Höyrylaiva Osakeyhtiö (finnisch, abgekürzt SHO) gegründet, zu Deutsch Finnische Dampfschiff-Aktiengesellschaft. Da die Gesellschaft am bekanntesten unter ihrer schwedischen Abkürzung FÅA war, wurde sie 1976 in Effoa umbenannt, eine phonetische Schreibweise dieser Abkürzung.

## Geschichte
Lars Krogius hatte bereits 1881 zur Gründung einer Dampfschiffgesellschaft aufgerufen, um die finnische Handelsmarine wiederzubeleben, die mit ihren Segelschiffen noch in den 1870er Jahren erfolgreich gewesen war, sich nun aber angesichts ausländischer Dampfschiff-Konkurrenz in einer Krise befand. Besonders britische Reeder betrieben sehr profitable Dampfschiff-Verbindungen zwischen Hull und Finnland.
Erstes Ziel der mit Unterstützung prominenter finnischer Geschäftsleute gegründeten FÅA war es somit, eine direkte und regelmäßige Dampfschiffverbindung zwischen England und den Häfen am Finnischen Meerbusen anzubieten. Die ersten Dampfer, die 1884 für die Gesellschaft gebaut wurden, waren die Sirius und die Orion. Ein wichtiges Geschäft in der Anfangszeit stellte der Export finnischer Butter dar. Zahlreiche Auswanderer benutzten Schiffe der FÅA auf ihrem Weg von Finnland über England in die Vereinigten Staaten. Bis zum Jahre 1932 waren 473.000 Passagiere 3. Klasse auf der Linie von Hanko nach Hull befördert worden.
1945 war die FÅA die erste Reederei nach dem Zweiten Weltkrieg, die den Passagierverkehr zwischen Helsinki und Stockholm wieder aufnahm, wofür das Schiff Wellamo eingesetzt wurde. Mit der Wellamo wurde ebenfalls der Passagierverkehr zwischen Helsinki und Tallinn wieder aufgenommen, was im Jahre 1965 erfolgte.
Die Gesellschaft war ein Gründungsmitglied des Konsortiums der Silja Line. 1975 gründete die FÅA zusammen mit Finnlines die gemeinsame Frachtgesellschaft Finncarriers. Zur gleichen Zeit gab die FÅA den Passagierverkehr zwischen Finnland und Deutschland auf und verkaufte die auf dieser Route eingesetzten Schiffe an Finnlines. In den 1980er Jahren wurden Finncarriers und Finnlines hundertprozentige Tochtergesellschaften von Effoa. 1989 entschied Effoa, das Frachtgeschäft aufzugeben, und Effoas Anteile an Finnlines wurden an die Besitzer von Effoa übertragen. Effoa stellte die Geschäftstätigkeit als eigenständige Gesellschaft 1990 ein, als ihr Frachtgeschäft zu einer eigenständigen Finnlines abgespaltet wurde, während das Passagiergeschäft mit der Johnson Line (damals dem anderen Partner der Silja Line) vereinigt wurde, um die neue Gesellschaft EffJohn zu gründen, aus der später die Tallink Silja Oy hervorging.

## Schiffe (Auswahl)
- Sirius (1884–1918). Im Juni 1918 im Dienst für die britische Admiralität vor der Küste Schottlands torpediert und versenkt.
- Orion (1884–1914, 1919–1931). 1914 von Russland requiriert, 1919 von der FÅA zurückgekauft, 1931 in einem Schneesturm vor der finnischen Ostseeinsel Halliluoto zerstört.
- Arcturus (1899–1957). Hauptsächlich auf der Route von Hanko über Kopenhagen nach Hull eingesetzt.
- Wellamo (1927–1967)
- Aallotar (1952–1970). 1975 bis auf ein Stück des Rumpfs, der seither als Prahm dient, verschrottet.
- Ilmatar (1964–1980). Später Kreuzfahrt- und Kasinoschiff. 2011 verschrottet.
- Finlandia (1967–1976). Später Kreuzfahrt- und Kasinoschiff. 2009 verschrottet.
- Aallotar (1972–1978). Erstes Schiff für den ganzjährigen Passagierverkehr zwischen Helsinki und Stockholm. 2004 verschrottet.
- Finlandia (1981–1990). Heute unter dem Namen Moby Dada bei der italienischen Reederei Moby Lines.
- Finnjet (1986–1990). Gebaut 1977, erworben von Enso-Gutzeit, schnellste konventionelle Fähre der Welt. 2008–2009 verschrottet.
- Wellamo (1986–1990). Heute unter dem Namen Mega Andrea für Medinvest SPA im Mittelmeer im Einsatz.